# OpenVG
OpenVG ist eine Programmierschnittstelle für hardwarebeschleunigte, zweidimensionale Vektor- und Rastergrafiken. Die Schnittstelle ist unabhängig von Programmiersprache und Hardware.
OpenVG wird hauptsächlich in eingebetteten Systemen wie Mobiltelefonen, Spielkonsolen und anderen Medien-Geräten eingesetzt. OpenVG wird vom Industriekonsortium Khronos Group herausgegeben, welches auch die OpenGL ES Spezifikation für dreidimensionale Grafiken entwickelt.

## Versionen
Die erste Entwurfsspezifikation wurde Ende 2004 veröffentlicht. Am 1. August 2005 wurde die Version 1.0 freigegeben.
Die aktuelle Version 1.1 wurde am 3. Dezember 2008 von der Khronos Group zur Verfügung gestellt.